# Sainte-Marguerite-de-l’Autel
Sainte-Marguerite-de-l’Autel település Franciaországban, Eure megyében. Lakosainak száma 572 fő (2018. január 1.).

## Népesség
A település népessége az elmúlt években az alábbi módon változott:
| Lakosok száma | 426  | 377  | 340  | 354  | 384  | 470  | 556  | 669  | 567  | 572  |
|               | 1962 | 1968 | 1975 | 1990 | 1999 | 2008 | 2013 | 2016 | 2017 | 2018 |